# ベルデン
Belden (ベルデン) は米国のミズーリ州セントルイスに本社を置く、1902年にジョセフ・C・ベルデンが設立した通信ネットワーク機器メーカー。S&P ダウ・ジョーンズ・インデックス指標の1つであるS&P 中型株 400を構成する1社。

## 概要
Beldenは極めて高い信頼性・耐障害性・可用性が求められる通信システムや、高品質な機材・機器が求められる現場にケーブル、コネクタ、ネットワーク機器、サイバーセキュリティ製品、ソフトウェアなどの信号伝送に関わるソリューションを提供するグローバル企業。 
2000年代から急速に企業買収を進め、一例として2007年に産業用ネットワーク機器のリーディングカンパニーのHIRSCHMANNと、産業用のコネクターの製造・販売を行っていたLumberg Automationを買収。買収された企業は、BELDENグループのブランドとして位置づけられている。ベルデングループのブランドは、BELDEN、Alpha Wire、HIRSCHMANN、 Lumberg Automation、 OTN Systemsなど合計15ブランドを持つ。
マーケティングの地理分けを、１つ目を南北アメリカ、２つ目をヨーロッパ・中東・アフリカ、３つ目をアジア太平洋と位置づけて、オペレーションを分けて進め、中国・江蘇省蘇州市に自社最大の工場がある。

## 沿革
- 1902年 - Joseph C. Belden によりイリノイ州シカゴにて創業される。
- 2004年 - Cable Design Technologies Corp.と合併し、現在の社名となる。

## 拠点
- ベルギー
- 中国
- デンマーク
- フランス
- ドイツ
- 香港
- ハンガリー
- インド
- メキシコ
- オランダ
- シンガポール
- スペイン
- スイス
- チュニジア
- UAE
- 英国
- アメリカ

## 主な製品
- 電線
- 光ファイバー
- オーディオケーブル

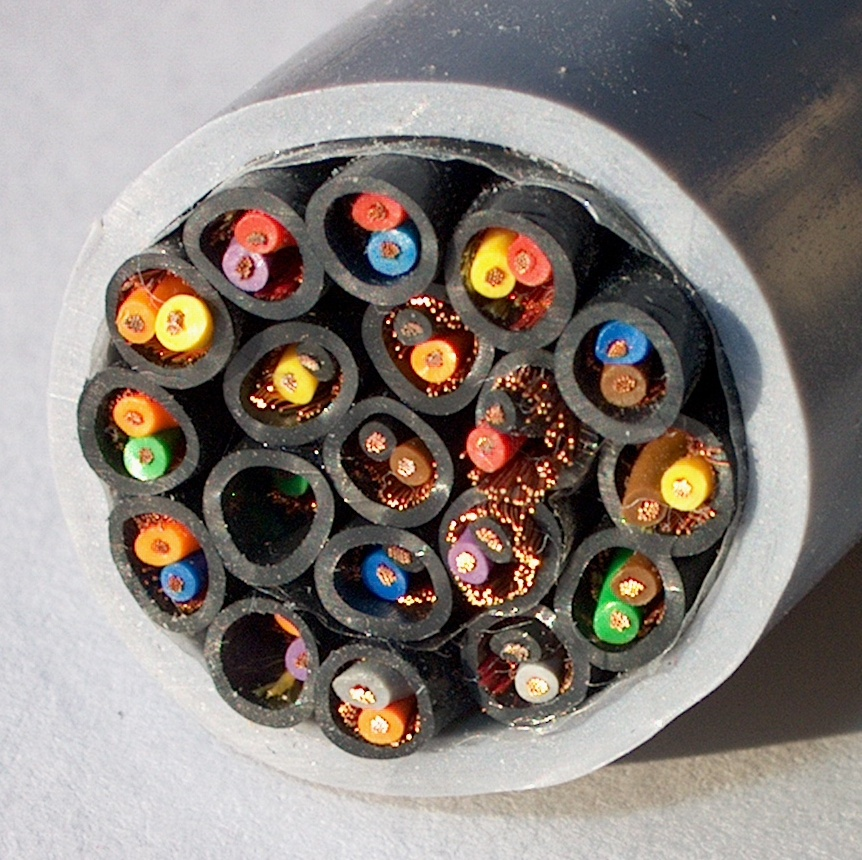
Belden Multi Cable

  - STUDIO シリーズ スピーカーケーブル
  - ギター/ベース用ケーブル

- 産業用、エンタープライズ用ケーブル、コネクタ
- 産業用ネットワーク機器
- サイバーセキュリティ対策製品
- 放送映像機器　　　など。